# Marc Birkigt
Marc Birkigt (Genebra, 8 de março de 1878 — Versoix, 15 de março de 1953) foi um engenheiro suíço que se instalou em Barcelona, Espanha, onde trabalhou com Emilio de la Cuadra (fundador da marca de automóveis La Cuadra) e alguns anos depois, foi um dos fundadores da Hispano-Suiza em 1904. Criou a Dewoitine company em sociedade com Émile Dewoitine. Birkigt foi nomeado para o prêmio Car Engineer of the Century pelo automóvel luxuoso Hispano-Suiza H6 da década de 1920. Também tornou-se famoso pelos motores aeronáuticos e metralhadoras que projetou como engenheiro chefe da Hispano-Suiza.